# Jazinda
Jazinda es una personaje ficticia que aparece en los cómics estadounidenses publicados por Marvel Comics. Ella es la hija separada del Super-Skrull. Exiliada del imperio Skrull bajo amenaza de muerte como traidora, actualmente reside y trabaja en la Tierra como parte de un equipo independiente de cazarrecompensas con She-Hulk.

## Biografía ficticia
Hija del Super-Skrull, Jazinda nació en Tarnax IV pero creció hasta la edad adulta en Zaragz'Na, ambos mundos dentro del imperio Skrull. Desde el comienzo de su asociación de cazarrecompensas con Jennifer Walters, ambos mundos habían sido destruidos: el primero consumido por Galactus, el segundo por la Ola de Aniquilación. La destrucción de Zaragz'Na también se cobró la vida de su hermano, el descendiente favorito de Kl'rt, que todavía vivía allí en ese momento.
Mientras trabajaba como agente de su gobierno, a Jazinda se le encomendó la tarea de liberar la gema Sy-Torak, que los Skrull reclamaban como un artefacto sagrado, de los Kree. Cuando la misión se vio comprometida, se tragó la gema para fastidiar a sus captores solo para unirse inadvertidamente con el artefacto. Con la inmortalidad concedida y la capacidad de regresar de entre los muertos por este accidente, pronto se dio cuenta de que cualquier intento de romper su vínculo con la gema resultaría en su muerte permanente; naturalmente, Jazinda optó por huir y finalmente se exilió a la Tierra. Como resultado de sus acciones, su padre, incapaz de aceptar el ingenio y la determinación de Jazinda para sobrevivir donde su hermano había muerto, juró matarla por una cuestión de honor sesgado. Eventualmente recibiría su declaración de intenciones poco antes de los eventos de Secret Invasion.
Mientras estaba en la Tierra, Jazinda modificó su apariencia normal para parecerse a una mujer caucásica con cabello castaño corto y ojos verdes (en efecto, 'quitando su frente de goma'). Eventualmente se encontró en una posición para salvar la vida de She-Hulk, aprovechando esa acción y su propio estado fugitivo en la base de un acuerdo comercial mutuamente beneficioso. Utilizaron una casa rodante como base móvil de operaciones mientras rastreaban a los infractores para Freeman Bonding, Inc. (la única fianza agencia dispuesta a tratar con delincuentes superpoderosos). Entre trabajos, vivían juntos en Dona Little's Trailer Park. Mientras vivía allí, Jazinda se unió a la hija de Dona, Roz, por los problemas de sus padres mutuos, lo que finalmente llevó a Jazinda a usar sus habilidades de cambio de forma para hacer que el padre de Roz se diera cuenta de que necesitaba expresar su amor por su hija. 
Después de ayudar por error a un asesino en masa interestelar que intenta escapar de un cazarrecompensas, ella es asesinada por él cuando descubre la verdad y él asesina a un campista que tuvo la desgracia de encontrarse con él. Después de que She-Hulk rescata al marido de la mujer asesinada, Jazinda resucita y mata a sangre fría al asesino en venganza por sus acciones. Más tarde, ella intentaría matar al anfitrión del semidiós celta Bran para detener el alboroto gigante de su benefactor, pero se lo impidió sin saberlo por Hércules.

### Secret Invasion
La revelación de Jazinda de que había estado al tanto de la inminente invasión y no se lo había dicho a nadie resultó en que ella y She-Hulk llegaran a las manos. Se reconciliaron y lograron capturar a Nogor, una figura religiosa Skrull conocida como el Talismán, en la Tierra disfrazado de Longshot, con la intención de usarlo para romper el espíritu de los invasores. Mientras intenta transportarlo a Nueva York, Kl'rt llega al amparo de la invasión para ejecutar la sentencia de muerte de su hija. Aunque She-Hulk intenta detenerlo valientemente, él logra dispararle a Jazinda en la cabeza en preparación para que Noldor retire la gema. Sin embargo, en el último momento, Kl'rt cede, convencido por los argumentos de She-Hulk de que lo que estaba haciendo estaba mal. Sacando con fuerza a Nogor de la escena, se va después de pedirle a She-Hulk que explique el indulto de Jazinda como algo más que su amor por ella.
Tras la resolución de la invasión, Jazinda adopta la apariencia de un guerrero Shi'Ar y se une a She-Hulk, Thundra, Valquiria II y Sue Richards para formar las Damas Libertadoras en un intento por redistribuir la ayuda humanitaria internacional estancada en el corrupto país de Marinmer. 
Durante los eventos de "Dark Reign", es secuestrada por orden de Norman Osborn por otra persona con una gema de Syttorak, el Behemoth. Creyendo que está a punto de ser asesinada y disecada por científicos del gobierno, Jazinda contacta a She-Hulk a través de un dispositivo que había implantado en secreto en la cabeza de She-Hulk y le dice a She-Hulk que la deje a su suerte y finja que nunca se conocieron. Sus últimas palabras antes de ser noqueada son "Siempre he..." Naturalmente, She-Hulk y el resto de las Libertadoras ignoran esta petición y la rescatan.

### S.W.O.R.D.
Jazinda apareció brevemente en la efímera serie S.W.O.R.D. de Marvel como uno de los extraterrestres expulsados por la fuerza de la Tierra y enviados de regreso a sus planetas de origen. Dado que su planeta natal ya había sido destruido, no está claro si realmente fue enviada.

## Personalidad
Después de huir de los Skrulls, Jazinda se centró en las preocupaciones pragmáticas de su propia supervivencia y trabajó disfrazada de cazarrecompensas. Sin embargo, después de asociarse estratégicamente con She-Hulk como parte de un acuerdo comercial, algo cambió. Las dos mujeres se hicieron amigas, y vivir entre humanos combinado con los esfuerzos heroicos pasados de Jen hizo que Jazinda considerara las nociones de altruismo como un principio rector. Eso, sin embargo, no le impide matar, muy posiblemente a sangre fría y ciertamente por un sentido de venganza: como ella señala, no es una heroína. 
Aunque tenso en ocasiones, la fuerza del vínculo que se había desarrollado entre Jazinda y Jen, a quien considera su única amiga en la galaxia, se demuestra al expresar repetidamente su preocupación por el bienestar mental y el sentido de identidad de Jen después de los eventos que rodearon la Guerra Civil, y cuando confiesa su inmortalidad y el hecho de que ha traicionado a su gente al adquirir la habilidad.
En repetidas ocasiones ha demostrado una vena sarcástica y, a veces, usa sus habilidades de cambio de forma para llevar un punto a casa.

### Forma familiar
Mientras trabajaba con She-Hulk, se sabe que Jaz asumió repetidamente la forma humana de Jennifer Walters. Aunque parece hacerlo para confundir a su presa, también se la ha visto adoptando la forma humana de su amiga en momentos de estrés. Aún no se ha revelado si existe algún significado más profundo para esta acción, aunque ha expresado diversión porque se considera mejor humana que su amiga.

## Poderes y habilidades
Además de sus habilidades naturales para cambiar de forma como Skrull, el vínculo de Jazinda con la gema Sy-Torak le ha dado la inmortalidad y una habilidad regenerativa fenomenal que le permite resucitar cuando muere o muere. Uno de esos incidentes en el que murió al romperse el cuello la vio regresar a la vida y capturar una recompensa antes de volver a conectar sus vértebras cervicales cortadas. Otro vio su cuerpo expulsar una bala de su frente unos minutos "después" de que ella había resucitado. También es una infiltrada entrenada y cazarrecompensas. 